# Lilla Rummelgrundet
Lilla Rummelgrundet är en ö i Finland. Den ligger i Bottenviken och i kommunen Larsmo i den ekonomiska regionen  Jakobstadsregionen i landskapet Österbotten, i den nordvästra delen av landet. Ön ligger omkring 84 kilometer nordöst om Vasa och omkring 410 kilometer norr om Helsingfors.
Öns area är 2 hektar och dess största längd är 240 meter i nord-sydlig riktning. I omgivningarna runt Lilla Rummelgrundet växer i huvudsak blandskog.